# 셰리프 투레 마망
셰리프 투레 마망(Cherif-Toure Mamam, 1978년 1월 13일 ~ )은 토고의 전 축구 선수이다. 포지션은 미드필더였다.

## 경력
리빙스턴에서 뛰는 동안 셰리프의 등번호는 91번이었다. 이는 그의 유년 시절의 행운의 숫자였다. 또한 그의 유니폼에는 셰리프(Sheriff)라는 별명이 적혀있었지만, 스코틀랜드 프리미어리그에서는 그의 실명을 쓰도록 했다. 2005년 1월 노르웨이 클럽 브란에서 선발 시험을 보았는데 스코틀랜드의 리빙스턴에서는 1981년에 태어났다고 해놓고 브란에서는 1985년에 태어났다고 거짓말을 하여 유럽의 어느 클럽에서도 뛰지 못했다.

## 국제 경력
그는 2000년, 2002년, 2006년 아프리카 네이션스컵에서 토고 국가대표로 뛰었고 2006년 독일 월드컵에도 차출되었다.

## 개인사
그의 형 술레만 마망(Souleymane Mamam) 또한 축구 선수이다. 마망(Mamam)은 그의 성씨이지만 유니폼에는 세례명인 셰리프 투레(Cherif Toure)가 쓰여져 있다.